# ألبرت غونتر
ألبرت غونتر (بالألمانية: Albert Günther) عالم بريطاني، ألماني المولد، اختص في دراسة علم الحيوان، علم الأسماك وعلم الزواحف والبرمائيات.